# Velszki járás

A Velszki járás az Arhangelszki területen

A Velszki járás (oroszul Вельский муниципальный район) Oroszország egyik járása az Arhangelszki területen. Székhelye Velszk.

## Népesség
- 1989-ben 71 474 lakosa volt.
- 2002-ben 61 819 lakosa volt, melynek 96,7%-a orosz.
- 2010-ben 54 792 lakosa volt.